# Chuyến tàu định mệnh
Chuyến tàu định mệnh (tiếng Trung: 太平轮, tiếng Anh: The Crossing) là một bộ phim điện ảnh Trung Quốc thuộc thể loại sử thi – lãng mạn – chiến tranh – chính kịch ra mắt vào năm 2014–2015 do Ngô Vũ Sâm làm đạo diễn kiêm viết kịch bản, với sự tham gia diễn xuất của các diễn viên gồm Chương Tử Di, Kim Thành Vũ, Song Hye-kyo, Huỳnh Hiểu Minh, Đồng Đại Vi và Nagasawa Masami. Phim lấy bối cảnh thời gian hơn 50 năm trước dựa theo sự kiện tháng 1 năm 1949, chiếc tàu thủy Thái Bình xuất phát từ thành phố cảng Cơ Long của Thượng Hải đến Đài Loan và bị chìm khiến hơn 1.500 hành khách và thuỷ thủ đoàn mất mạng.
Phần đầu tiên đã được trình chiếu ở Trung Quốc vào ngày 2 tháng 12 năm 2014 và phần hai được phát hành vào ngày 30 tháng 7 năm 2015. Phim nhận về nhiều đánh giá trái chiều mà đa phần là những đánh giá khá khả quan từ các khán giả và các nhà phê bình phim nhưng lại thất bại về mặt doanh thu.

## Nội dung
Mùa hè năm 1945, Đảng viên Quốc dân Đảng Lôi Nghĩa Phương đánh bại quân đội Nhật Bản ở chiến trường đồng bằng. Đảng viên Đồng Đại Khánh nhận được lệnh bắt giữ một quân y người Đài Loan Nghiêm Trạch Khôn tại Nhật. Sau khi Nhật đầu hàng, Quốc dân Đảng chiếm ưu thế, Lôi Nghĩa Phương trở về Thượng Hải và quen biết được tiểu thư con nhà giàu Chu Uyển Phân. Cả hai yêu nhau từ cái nhìn đầu tiên và đi đến hôn nhân. Nhưng sau đó cuộc nội chiến đã nổ ra, Nghiêm Trạch Khôn trở về Đài Loan sau chiến tranh, và anh phát hiện ra rằng người con gái anh yêu Shimura Masako đã trở về Nhật Bản. Đồng Đại Khánh đã gặp và yêu phải Vu Chân – một cô y tá làm cứu thương trong quân đội, song sau đó anh phát hiện cô ấy là một cô gái mại dâm. Cuộc chiến tranh nổ ra, Quốc dân Đảng thất bại trên toàn diện. Mọi người ở đó đều lên tàu Thái Bình từ Thượng Hải sang Đài Loan để lánh nạn. Và con tàu trở thành niềm hi vọng của họ nhưng thật không may, một tại nạn đã làm thay đổi số phận của họ, phần lớn tất cả những người trên tàu đều không sống sót. Vậy liệu những nhân vật đó có vượt qua thảm kịch và số phận đó hay không?

## Diễn viên
- Chương Tử Di vai Vu Chân
- Kim Thành Vũ vai Nghiêm Trạch Khôn
- Song Hye-kyo vai Chu Uyển Phân
- Huỳnh Hiểu Minh vai Lôi Nghĩa Phương
- Đồng Đại Vi vai Đồng Đại Khánh
- Nagasawa Masami vai Shimura Masako
- Tần Hải Lộ vai Hạ San
- Du Phi Hồng vai Cố phu nhân
- Dương Hựu Ninh vai Nghiêm Trạch Minh
- Lâm Bảo Di vai Viên Bỉ Đặc
- Hitomi Kuroki vai mẹ của Masako
- Y Chính vai Nghiêm Trạch Hán
- Lâm Mỹ Tú vai A Mạn

## Sản xuất
Trong bộ phim, Triệu Phi chỉ đạo về hình ảnh và Iwashiro Tarō phụ trách nhạc phim.
Kịch bản gốc của phim do Vương Huệ Linh viết, người từng viết những kịch bản phim cho đạo diễn Lý An như Ẩm thực nam nữ (1994), Ngọa hổ tàng long (2000) và Sắc, giới (2007). Kịch bản mới do Ngô Vũ Sâm chắp bút cùng với hai nhà biên kịch người Đài Loan Tô Chiếu Bân và Trần Tĩnh Tuệ.
Bộ phim đã được khởi quay vào ngày 6 tháng 7 năm 2013 ở Bắc Kinh, ngoài ra đoàn làm phim còn quay ở một số địa điểm khác như Nội Mông, Thượng Hải, Đài Loan và Thiên Tân.

## Doanh thu

### Phần 1

#### Đại lục
Bộ phim được phát hành dưới dạng 3D. Ngày 9 tháng 9 năm 2014, Beijing Galloping Horse đã tuyên bố phần 1 sẽ ra rạp vào ngày 2 tháng 12 năm 2014 tại Trung Quốc. Trailer chính thức đầu tiên được tung ra vào ngày 22 tháng 9 năm 2014.
Thái Bình Luân đã có buổi ra mắt chính thức vào ngày 2 tháng 12 năm 2014 tại các rạp ở Trung Quốc và thu về 24 triệu NDT (khoảng 3,91 triệu USD) ngay trong ngày đầu tiên. Phim được phát hành ở Hồng Kông ngày 25 tháng 12 năm 2014.

#### Đài Loan
Doanh thu phòng vé vào cuối năm 2014 là 53 triệu nhân dân Tệ .

#### Hồng Kông
Hồng Kông chỉ đạt được 1,17 triệu đô la Hồng Kông vào thứ Năm tuần đầu tiên và 790.000 đô la Hồng Kông vào tuần tiếp theo.

### Phần 2

#### Đại lục
Đứng thứ sáu tại Trung Quốc đại lục với 31 triệu nhân dân Tệ sau 4 ngày trong tuần đầu tiên và thứ 10 với 16,5 triệu nhân dân Tệ trong tuần tiếp theo.

#### Đài Loan
Doanh thu phòng vé cuối cùng là 12 triệu.